# Даниловцы (общественное движение)
Дани́ловцы — российское молодёжное добровольческое движение, ориентированное на помощь детям и взрослым.

## Общие сведения
Добровольческое движение «Даниловцы» — это российская общественная организация, которая с 2008 года непрерывно организует долгосрочную и регулярную работу волонтёрских групп в больницах и сиротских учреждениях, работу с инвалидами, многодетными семьями, стариками, бездомными, заключёнными. Основано в сентябре 2008 года, и находится в Москве.
Руководитель организации — Юрий Белановский.
Организация существует за счёт жертвователей. Бюджет организации — составляет 1’490’151 рубль в месяц или  17’881’816 рублей в год. 

## Деятельность
Добровольческое движение «Даниловцы» создано в 2008 году как один из проектов Патриаршего центра духовного развития детей и молодежи при Даниловом монастыре. С 2009 года «Даниловцы» — независимая общественная волонтерская организация.
В 2010 году Добровольческое движение «Даниловцы» стало одним из организаторов Союза волонтёрских организаций и движений (СВОД). Волонтёры, члены четырёх организаций: «Даниловцы», «Клуб волонтеров», «Волонтеры в помощь детям сиротам» и «Здесь и сейчас» — объединились, чтобы успешнее привлекать новых людей (проходят общие дни открытых дверей), проводить общие благотворительные ярмарки, обмениваться опытом.  Первый слёт СВОД прошёл 19-20 июня на берегу Истры.
В 2011 году Даниловцы стали одними из инициаторов организации «Службы координации волонтёров»
Осенью 2012 года был запущен проект благотворительных ремонтов для малоимущих. За первые три года существования группы было отремонтировано 10 квартир. Проект был закрыт в 2017 году из-за финансовых трудностей.
В 2013 году Даниловцы на собственном сайте запустили новый проект — «Волонтёрство для чайников», переросший осенью 2015 года в одно из направлений созданной Даниловцами Школы социального волонтёрства.
За проект Школы социального волонтёрства руководитель Добровольческого движения «Даниловцы» Юрий Белановский в ноябре 2015 года был награждён премией Общественной палаты РФ «Я — гражданин». Школа социального волонтерства неоднократно признана лучшим проектом для волонтеров - в 2016 г. удостоена награды на Всероссийском форуме "Доброволец года", а в 2017 г. признана лучшим учебным проектом Москвы.
В 2016 году Добровольческое движение «Даниловцы» издало первые в России книги о социальном волонтерстве «Социальное волонтерство: теория и практика» и «Корпоративное и социальное волонтерство: опыт брендов, мнения экспертов».
В 2017 году даниловцы заняли первое место среди учебных проектов для волонтеров Москвы  и были признаны лучшей организацией в области больничного (немедицинского) волонтерства  Московским отделением ОНФ.
В 2018 году Добровольческое движение даниловцы отпраздновало 10-летний юбилей, а количество волонтерских групп даниловцев увеличилось до 21. Еще 10 новых волонтерских групп было запущено в 2019 году.
В 2020 году в связи с пандемией коронавируса Движение “Даниловцы” начало работать онлайн . Частично работа волонтерских групп и учебные занятия перешли в онлайн формат. Осенью 2020 года Движение "Даниловцы" запустило онлайн-проект "Даниловцы Онлайн", задача которого – оказывать волонтерскую помощь посредством современных средств связи.
В 2021 году Движение "Даниловцы" было удостоено всероссийской награды - премии «#ВСЕГДАЧЕЛОВЕК» в номинации «Волонтерская помощь».
Добровольческое движение "Даниловцы" состоит в реестре социально ориентированных НКО, получателей государственной поддержки, составленном Министерством экономического развития. 
Дополнительным направлением деятельности движения является проведение благотворительных акций, ярмарок и фестивалей.
Каждый Новый год волонтеры-даниловцы организуют сбор подарков для своих подопечных.

## Особенности организации работы волонтёров

Фотография, сделанная даниловцами на собрании волонтёров

В движении существуют особые мероприятия по обучению, поддержке и развитию волонтёров. Эти мероприятия выполняют квалифицированные сотрудники: руководитель волонтёрской деятельности, координаторы по сопровождению волонтёров и психологи.